# Pluteus pauperculus
Pluteus pauperculus är en svampart som beskrevs av E. Horak 2008. Pluteus pauperculus ingår i släktet Pluteus och familjen Pluteaceae.   Inga underarter finns listade i Catalogue of Life.